# KOffice
KOffice (výslovnost [keɪˈɒfɪs]IPA]) byl otevřený kancelářský balík pro známé multiplatformní desktopové prostředí KDE (K Desktop Environment). Jeho nástupcem je kancelářský balík s názvem Calligra. Díky užívání sdílených knihoven KDE byl KOffice paměťově nenáročný, rychlý a velmi dobře integrovaný do prostředí KDE. Všechny jeho komponenty byly uvolněny pod open source licencemi. KOffice plně podporoval formát OpenDocument. Postrádal však plnou kompatibilitu s proprietárními formáty MS Office: doc a xls; importované dokumenty často nebyly dobře použitelné.

## Komponenty KOffice
KOffice byl složen z následujících komplexních komponent:
|  | KWord – textový editor s mnoha vyspělými funkcemi.                                                        |
|  | KSpread – tabulkový procesor s podporou mnoha listů, šablon a více než 100 matematických vzorců.          |
|  | KPresenter – prezentační program s podporou obrázků a grafických efektů.                                  |
|  | Kivio – programovatelný grafický editor schémat a šablon.                                                 |
|  | Karbon14 – vektorový grafický editor s mnoha nástroji.                                                    |
|  | Krita – bitmapový grafický editor určený spíše pro klasické kreslení.                                     |
|  | Kugar a KChart – dvojice integrovaných generátorů sestav a diagramů.                                      |
|  | KFormula – integrovaný editor matematických vzorců.                                                       |
|  | Kexi – integrovaný komplexní databázový program, který by měl konkurovat aplikacím MS Access a Filemaker. |
|  | KPlato – komplexní aplikace pro projektový management.                                                    |